# Santuario nacional Pampas del Heath

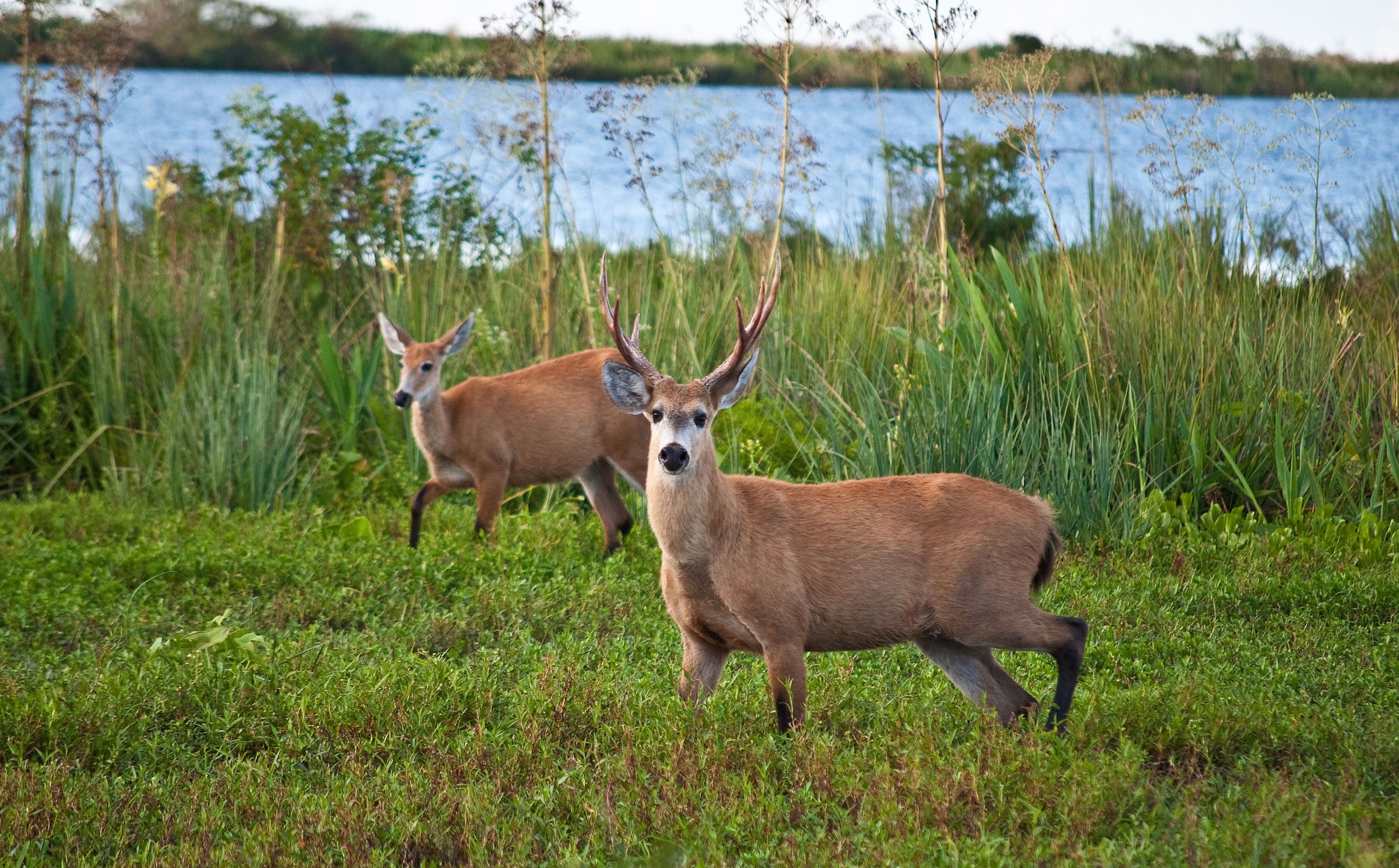
Ejemplar de ciervo de los pantanos, especie que habita en el santuario del Heath.

El santuario nacional Pampas del Heath es una reserva natural ubicada en el departamento de Madre de Dios en el sudeste del Perú, cerca del límite con Bolivia. Fue creado en 1983 y está delimitado por los río Heath y Palma Real. 
Su ecosistema es de sabana húmeda. Abarca 103 000 ha.
Su objetivo es ayudar a conservar el ciervo de los pantanos que solo habita en este sector de Perú, y proteger la flora y fauna del ecosistema del Heath. 

## Flora
Posee densos  bosques de palmeras, con praderas de gramíneas. Durante los meses de lluvia de diciembre a abril, la zona se inunda y las pampas se transforman en pantanos. Del pantano solo emergen  islas de vegetación, las palmeras de aguaje (Mauritia flexuosa) y numerosos
termiteros.

## Fauna
Entre los animales que moran en la zona se destacan el ciervo de los pantanos, el lobo de crin, el oso hormiguero, el cuy silvestre y el jaguar. Además posee un número importante de especies de aves tales como: el carpintero blanco, el tucán toco, loros y guacamayos.